# 长白灯心草
长白灯心草（学名：Juncus maximowiczii）为灯心草科灯心草属的植物。分布于朝鲜、日本以及中国大陆的吉林省等地，生长于海拔2,350米的地区，多生长于高山冻原，目前尚未由人工引种栽培。